# Гостивар
Гостивар (мкд. Гостивар, алб. Gostivari, тур. Gostivar) је град у северозападном делу Северне Македоније и седиште истоимене општине. Гостивар је и историјско средиште горњег дела области Полог.

## Природне одлике
Град Гостивар се налази на у северозападном делу Северне Македоније. Град је на је 65 km југозападно од Скопља, главног града државе. Најближи већи град је Тетово, 25 km северно.
Рељеф: Гостивар се сместио у горњем делу историјске области Полог. Град је положен у јужном углу Полошког поља, на месту где из поља исходе путеви ка околним великим планинама; ка Шар-планини ка северу, планини Бистри ка југозападу и планини Буковик ка југу. У близини града се налази и значајна висораван и највећи македонски национални парк и скијашки центар, Маврово. Приближна надморска висина града је 520–530 m.
Клима: У Гостивару влада умерено континентална клима.
Воде: У близини Гостивара, у селу Вруток (5 km југозападно од града) се налази извор највеће македонске реке, Вардара. Кроз саму Гостивар протиче речица Доњи Вир, која се југоисточно од града улива у Вардар.

## Историја
Подручје Гостивара је било насељено још од праисторије. У раном средњем веку подручје око града су населила словенска племена.
Први помен насеља на датом месту, под називом Бањица, је из 1313. године, када је Гостивар био у оквиру српске средњовековне државе и насељен српским живљем.
Међутим, све до средине 19. века, Гостивар је био село. Тек тада се уочава развој насеља са одликама трговишта. Крајем 19. века Гостивар је имао пар хиљада становника, махом Турака, уз словенску и албанску мањину.
Године 1906. каже се за Гостивар да има 3.400 становника од којих су само њих 17 Хришћани; остало су Арнаути. То је лепа варош, чиста са правим улицама, смештена на обали Вардара. Ту је тада седиште турског кајмакама, а "до скоро Гостиварска околина је била мудирлук Тетовске казе". Арнаути су обесни и "све заповести валијске које се косе са њиховим интересима, одбијају и живе како хоће.
У Гостивару је у периоду 1868–1874. године радила српска народна школа. После принудног затварања поново је школа прорадила 1892. године. У граду је 1899. године прослављена српска и школска слава Св. Сава. Домаћин славе (кум) био је Мицо Аћимовић из оближњег села Бањице. Светосавску беседу је изговорио у школи Љубомир Аћимовић управитељ гостиварских основних школа. Програм је припремио месни учитељ Илија Поповић. Српска школа је троразредна са три учитеља коју похађа 1899. године 31 ученик и две ученице. Између Срба и Бугара у месту је почетком 20. века владала размирица. Претње и псовке на улици су биле често, али ишло се и даље са провокацијама ка физичком насиљу. Тако су о празнику Св. Сави 1900. године пролазили улицом српски свештеник поп Павле Поповић и управитељ школа Сима Бабарогић (са својим породицама), а провоцирали су их Петар Топалов управитељ бугарске школе и Станко кондурџија. Том приликом настрадао је Србин, Теофил Ђорђевић кондурџија, који се ту задесио, на којег је пуцао и ранио га у главу, његов колега Станко. Када су Бугари починиоци ухапшени, они су у затвору лажно оптужили српског учитеља Глигорија Стевановића. Провео је овај целих 70 дана у притвору, не могавши да се пре одбрани од оптужбе.
Православци су имали једну малу православну цркву и то ван вароши. Помиње се 1899. године у Гостивару православна црква посвећена Св. Димитрију, коју деле Срби и "Бугараши". Срби служе једну недељу а "Бугараши" две недеље. Турци нису дозвољавали да се подигну у граду прави храм. Још за време окупације у Првом светском рату почела је њена градња усред Гостивара. Тек 1929. године подигнута је нова црква у самом граду, посвећена српском светитељу Св. Сави. Цркву је осветио скопски митрополит Варнава, 20. јула те године.
Године 1912, Гостивар се са околином припаја Краљевини Србији, касније Југославији. Од 1991. године, град је у саставу Северне Македоније.
Подигнута је 1927. године жељезничка пруга која је ишла од Скопља до Прилепа, преко Гостивара. Пред Други светски рат Гостивар се за неколико година препородио. Прву иницијативу је дало Вакуфско поверенство; изграђено је за кратко време 40 радњи. Изграђена је коцкаста калдрма у улици кроз који пролази друм Дебар-Гостивар. Направљени су још електрична централа на врелу Вардара код села Вруток (за осветљење градића), модерни парк, трг са Саборном православном црквом Св. Саве, парно купатило, кланицу и касапнице. Ту живи 10.000 становника.
Године 1997, у граду су се десили немири између Македонца и Албанаца. Од тада влада прилично напето стање по питању односа између ова два народа. Једно од битних места спотицања представља рехабилитација неких албанских личности из Другог светског рата, које су подржавале фашизам и вршиле ратне злочине над македонским становништвом. Македонцима смета што се на овај начин врши одобравање фашистичке окупације Македоније. Ипак, у граду нема значајнијег исељавања Македонаца у друге крајеве земље.

## Становништво
Гостивар има мултиетничко становништво зато се као службени језици користе македонски, албански и турски језик.
По последњем попису становништва из 2021. године, град Гостивар имао је 32.814 становника, следећег националног састава:
| Национални састав према попису из 2021.‍ | Национални састав према попису из 2021.‍ | Национални састав према попису из 2021.‍ | Национални састав према попису из 2021.‍ | Национални састав према попису из 2021.‍ |
| --------------------------------------- | --------------------------------------- | --------------------------------------- | --------------------------------------- | --------------------------------------- |
|                                         |                                         |                                         |                                         |                                         |
| Албанци                                 | Албанци                                 |                                         | 13.585                                  | 41,4%                                   |
| Македонци                               | Македонци                               |                                         | 10.305                                  | 31,4%                                   |
| Турци                                   | Турци                                   |                                         | 4.725                                   | 14,4%                                   |
| Роми                                    | Роми                                    |                                         | 1.648                                   | 5%                                      |
| непописани                              | непописани                              |                                         | 1.996                                   | 6,1%                                    |
| укупно: 32.814                          |                                         |                                         |                                         |                                         |

Претежна вероисповест месног становништва је ислам, а мањинска православље.

## Привреда
У Гостивару преовлађује трговина и ситна индустрија („мала привреда“).

## Знаменитости
У граду постоји неколико знаменитих објеката, као и неколико џамија и препознатљива Сахат-Кула у центру. Градом доминира црква Свете Богородице. У граду је постојао турски амам који је срушен.

## Галерија
- Поглед на Горњи Полог и Гостивар
- Богородичина црква у Гостивару
- Градска сахат кула
- Споменик Чеду Филиповском у граду